# Järvamaa
Järvamaa (észtül: Järva maakond) vagy Järva megye Észtország 15 megyéjének egyike. Az ország központi részén foglal helyet, Lääne-Virumaa megye határolja keletről, Jõgevamaa megye délkeletről, Viljandimaa megye délről, Pärnumaa megye délnyugatról, Raplamaa megye nyugatról és Harjumaa megye északról.

## A megye közigazgatása
A megye egy városból (észtül: linna) és 11 községből (észtül: vald) áll.

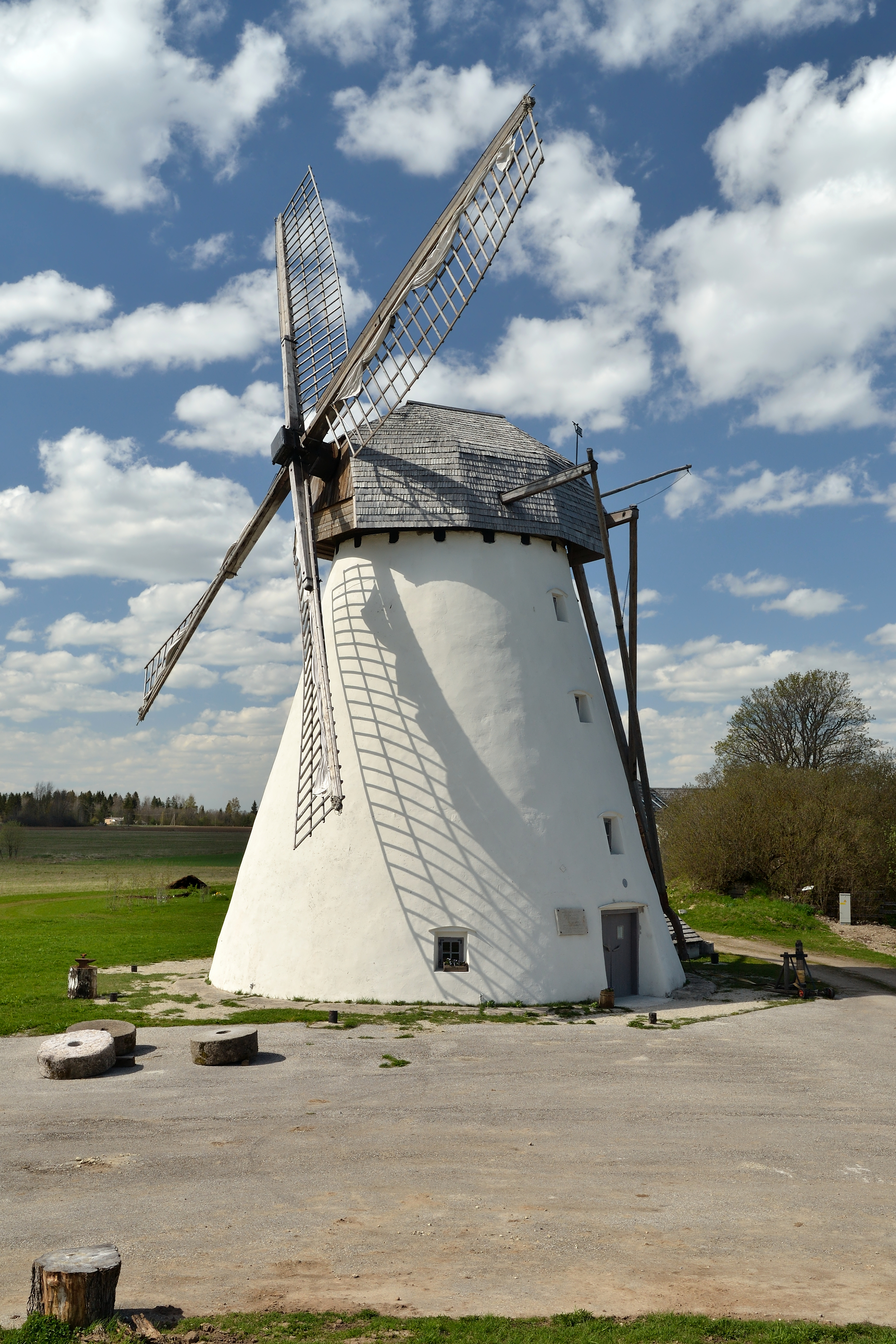
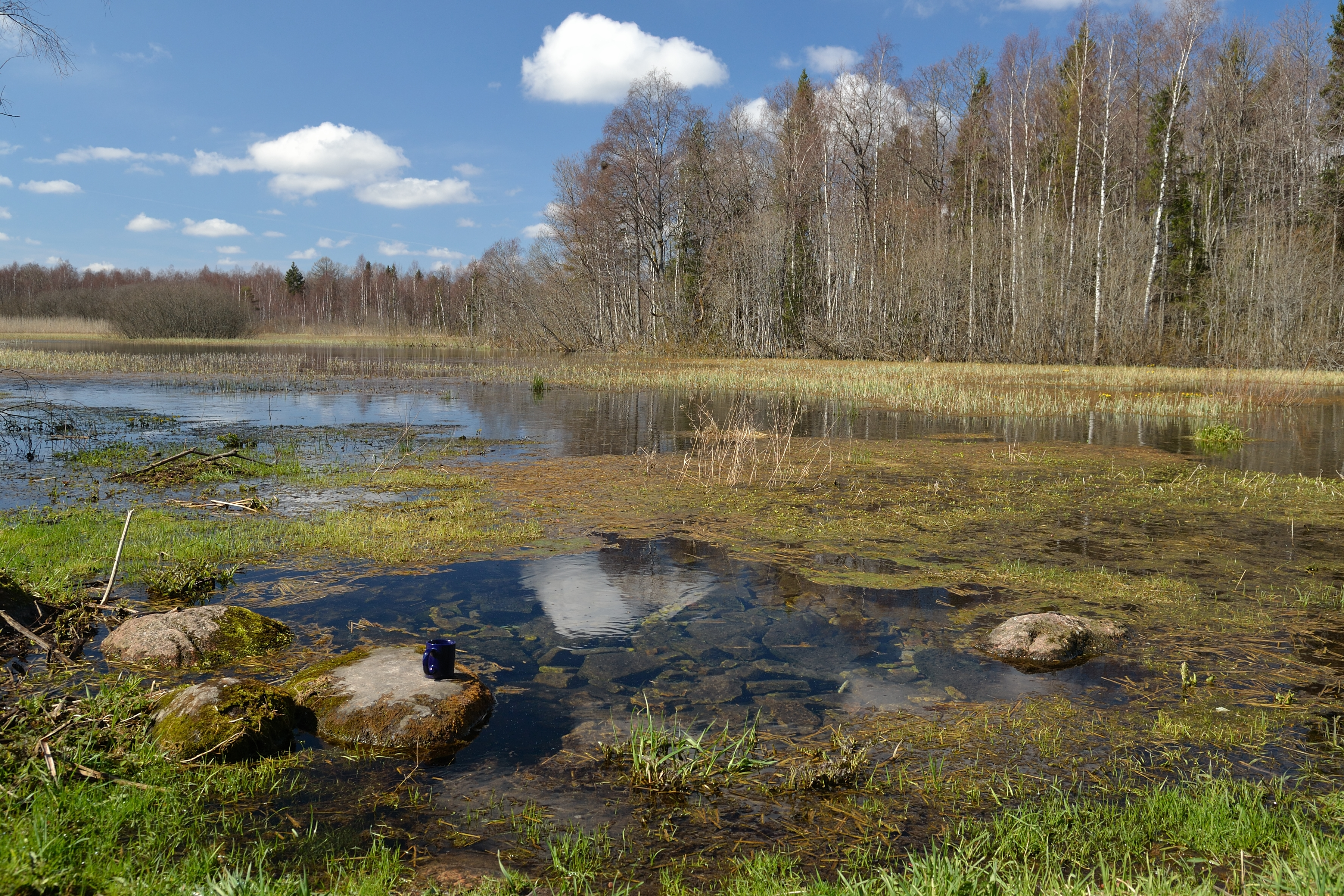
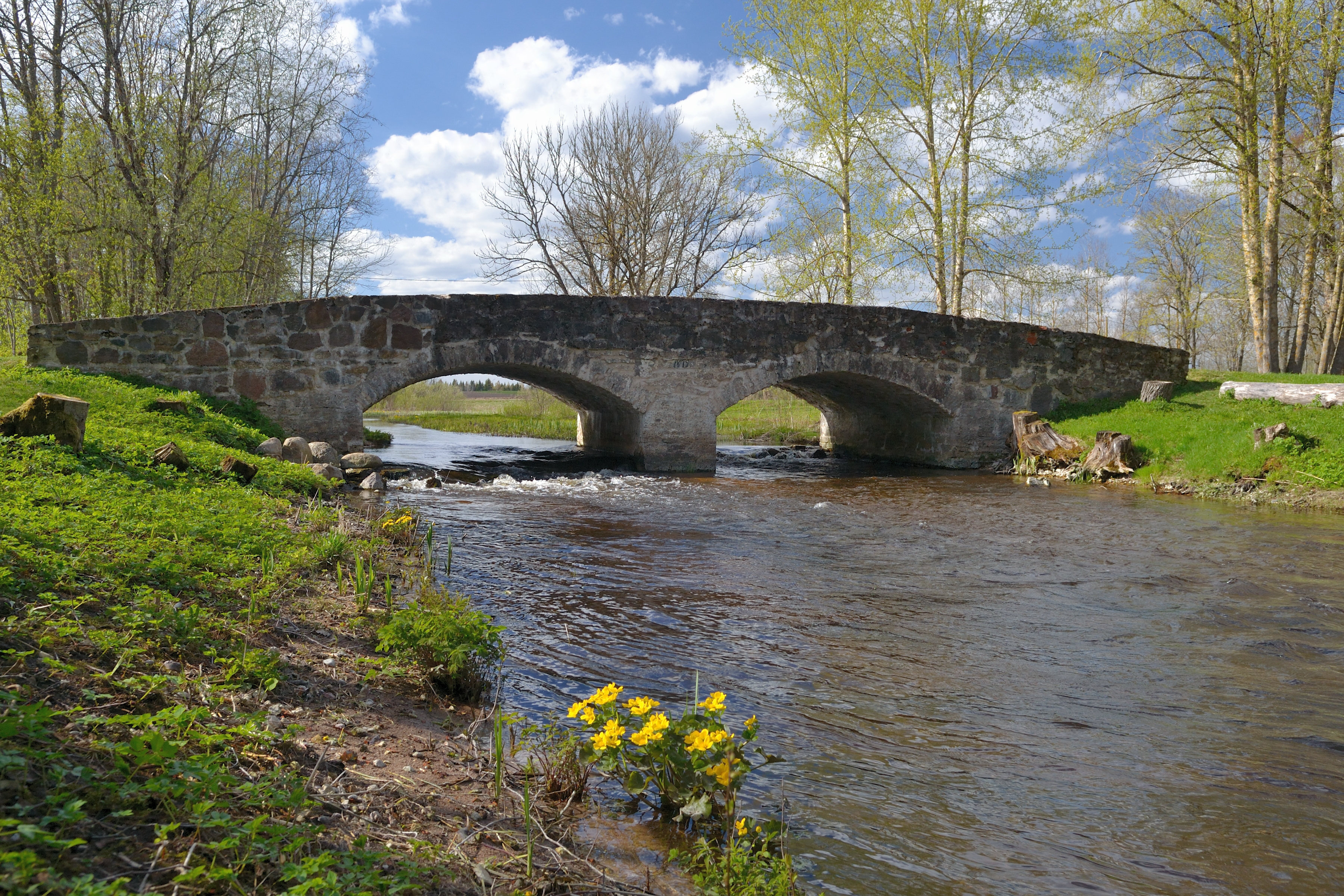
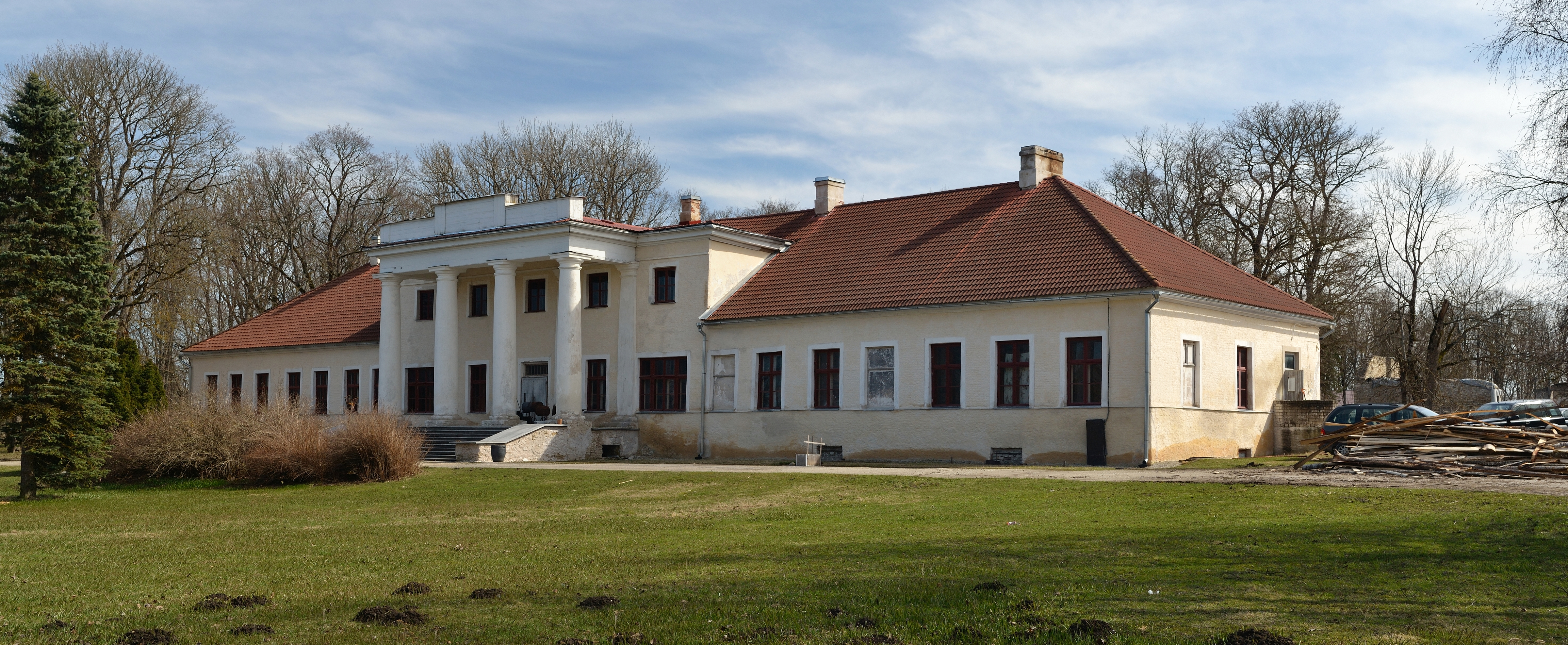

Város:
- Paide

Községek:
- Albu
- Ambla
- Imavere
- Järva-Jaani
- Kareda
- Koeru
- Koigi
- Paide
- Roosna-Alliku
- Türi
- Väätsa

## Külső hivatkozások
- Järvamaa – Hivatalos weboldal